# Reserva extrativista Chico Mendes
La Reserva Extractivista Chico Mendes es un área protegida federal de Brasil categorizado como reservas extractiva y creada por Decreto Presidencial el 12 de marzo de 1990 en un área de 970 570 hectáreas en el estado de Acre. Es administrado por el Instituto Chico Mendes de Conservación de la Biodiversidad (ICMBio). El bioma predominate es la amazónica.